# Synhalcampella
Synhalcampella is een geslacht van zeeanemonen uit de klasse van de Anthozoa (bloemdieren).

## Soort
- Synhalcampella ostroumowi of Synhalcampella oustromovi (Wyragévitch, 1905)